# قشر ارتباطی
قشر ارتباطی (به انگلیسی: Association cortex) بخشی از قشر مخ است که عملکردهای شناختی پیچیده‌ای را انجام می‌دهد. برخلاف نواحی حسی اولیه یا قشر حرکتی اولیه، که ورودی‌های حسی یا خروجی‌های حرکتی خاصی را پردازش می‌کنند، قشر ارتباطی اطلاعات را از منابع مختلف برای پشتیبانی از فرآیندهای شناختی درجه بالاتر یکپارچه می‌کند. این یکپارچگی به عملکردهای پیچیده‌ای مانند ادراک، زبان و اندیشه منجر می‌شود؛ بنابراین، گونه‌هایی که دارای مقادیر زیادی قشر ارتباطی هستند، مهارت‌های استدلالی پیشرفته‌ای را نشان می‌دهند.

### نام‌های دیگر
- نواحی ارتباطی
- کورتکس ارتباطی
- قشر انجمنی [۴]

## انواع
قشر ارتباطی به طور کلی به نواحی تک‌وجهی و یا چندوجهی تقسیم می‌شود که به ترتیب یک روش حسی واحد یا چند حالت را پردازش می‌کنند.
- قشر ارتباطی تک وجهی: این ناحیه ورودی را از یک روش حسی واحد دریافت می‌کند. خروجی از قشر تک وجهی عمدتاً به نواحی تک وجهی است. به عنوان مثال، قشر ارتباطی بینایی در لوب پس‌سری اطلاعات بینایی را پردازش می‌کند، و قشر ارتباطی شنوایی در لوب گیجگاهی اطلاعات شنوایی را پردازش می‌کند.[۵]
- قشر ارتباطی چند وجهی: این ناحیه اطلاعاتی را از چندین روش حسی ادغام می‌کند. نقش مهمی در عملکردهای شناختی مهم از جمله توجه، حافظه، زبان و تفکر آگاهانه دارد. فرض بر این است که قشر ارتباطی چند وجهی به طور انتخابی در آسیب‌شناسی عصبی اسکیزوفرنی نقش دارد.[۶]

## نمونه‌هایی در انسان
- ناحیه ارتباطی قدامی: در قشر پیش‌پیشانی قرار دارد. این حوزه در حافظه و برنامه ریزی مهم است.
- ناحیه ارتباطی خلفی: در لوب آهیانه خلفی قرار دارد. این ناحیه نقش مهمی در ادراک و زبان دارد. آسیب به این ناحیه می‌تواند منجر به ادراک‌پریشی شود.[۷]
- ناحیه ارتباطی لیمبیک: این ناحیه که در قسمت قدامی-شکمی لوب گیجگاهی قرار دارد، احساسات را با ورودی‌های حسی پیوند می‌دهد.<ref>"Higher Cortical Functions: Association and Executive Processing (Section 4, Chapter 9) Neuroscience Online: An Electronic Textbook for the Neurosciences | Department of Neurobiology and Anatomy - The University of Texas Medical School at Houston". nba.uth.tmc.edu. Retrieved 5 June 2023.</ref